# Spicara melanurus
 Spicara melanurus és una espècie de peix de la família dels centracàntids i de l'ordre dels perciformes.

## Morfologia
Els mascles poden assolir els 30 cm de longitud total.

## Distribució geogràfica
Es troba a Madeira, Cap Verd i el Senegal.